# Harley-Davidson LiveWire
La Harley-Davidson LiveWire è il nome del primo modello di motocicletta totalmente elettrica creata dalla casa motociclistica Harley-Davidson, prodotta a partire dal 2020.

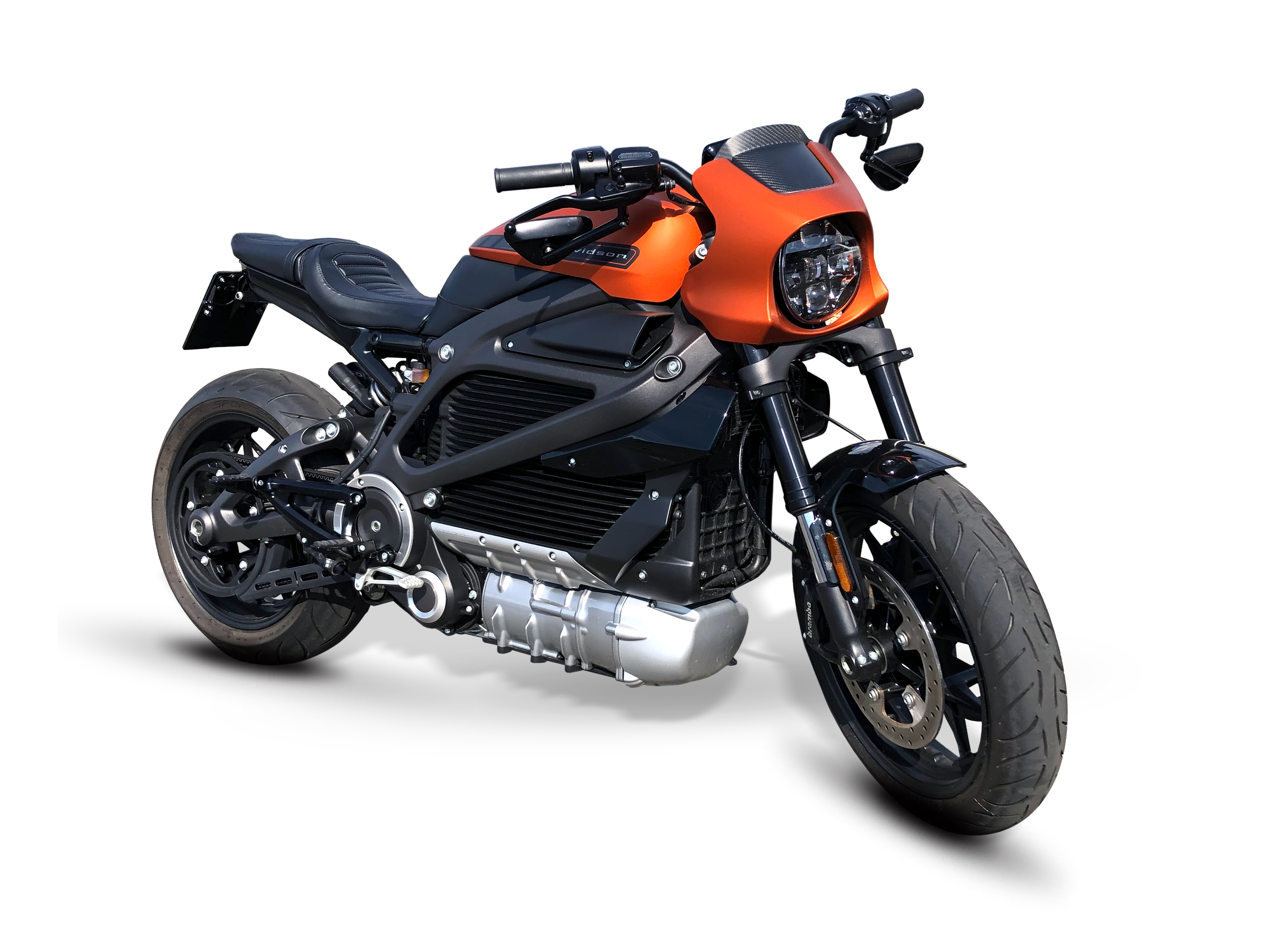
Harley Davidson LiveWire

## Caratteristiche
Il progetto si basa su un telaio a traliccio in alluminio romboidale che richiama quello della Buell X1 , con motore elettrico trifase a magneti permanenti di circa 98 cv, forcella anteriore rovesciata e monoammortizzatore centrale posteriore (ciclistica simile al Buell XB) con immancabile trasmissione finale a cinghia.
La batteria, con autonomia di 175 Km, è in grado di spingere il motore fino a 152 km/h.
Luci e fari sono a led, e sul manubrio è presente una console touchscreen .
Harley-Davidson dichiara di aver investito molte risorse per affinare il suono unico di questa motocicletta elettrica  che emette un sibilo non dissimile al rumore di un jet .

## Curiosità
- Il lancio del prodotto è avvenuto mediante la promozione di un “tour di prova” del motociclo durante il quale venivano invitati i motociclisti a testare le potenzialità del mezzo tramite un test drive[6]
- Come per altri modelli del marchio promossi su pellicole di successo prima della produzione,  il progetto LiveWire  verrà utilizzato nella pellicola Avengers: Age of Ultron [7].
- Michel von Tell ha percorso la distanza di 1723 km in 24 ore, attraversando Austria, Svizzera, Germania e Liechtenstein.